# Cercophonius queenslandae
Espèce
Cercophonius queenslandae est une espèce de scorpions de la famille des Bothriuridae.

## Distribution
Cette espèce est endémique d'Australie. Elle se rencontre dans le Sud-Est du Queensland et le Nord-Est de la Nouvelle-Galles du Sud.

## Description
La femelle holotype mesure 30,70 mm.

## Étymologie
Son nom d'espèce lui a été donné en référence au lieu de sa découverte, le Queensland.

## Publication originale
- Acosta, 1990 : El genero Cercophonius Peters, 1861 (Scorpiones, Bothriuridae). Boletín de la Sociedad de Biología de Concepción, vol. 61, p. 7-27 (texte intégral).